# Soriculus
Soriculus is een geslacht van zoogdieren uit de  familie van de spitsmuizen (Soricidae). De wetenschappelijke naam van het geslacht werd in 1854 gepubliceerd door Edward Blyth.

## Soorten
Er worden 5 soorten in dit geslacht geplaatst:
- Soriculus beibengensis Pei et al., 2024
- Soriculus medogensis Chen et al., 2023
- Soriculus minor Dobson, 1890
- Soriculus nigrescens (J. E. Gray, 1842) – Sikkimspitsmuis
- Soriculus nivatus Chen et al., 2023